# Kelenken guillermoi
Kelenken guillermoi é uma espécie de ave fóssil da família Phorusrhacidae. É a única espécie descrita para o gênero Kelenken. Seus restos fósseis foram encontrados na Argentina e datam de 15 milhões de anos atrás, no início da época Miocena. Alcançava cerca de 3 m de altura e 250 kg, com um crânio de 71 cm de comprimento (45 cm correspondendo ao bico), essa grande ave predatória possuía a maior cabeça entre todas as aves já conhecidas. É também a maior espécie de forusracídeo, embora mais esguio que seus parentes - tal estrutura física sugere maior velocidade na hora de perseguir as presas. É possível que o Kelenken tenha abatido répteis e pequenos mamíferos com golpes violentos de seu bico maciço, ou sacudindo a cabeça após agarrá-los até quebrar os ossos da vítima.
Os primeiros indícios do animal foram encontrados em 1999, por Guillermo Aguirrezabala, próximo ao vilarejo de Comallo. Em 2007, a espécie foi oficialmente nomeada. Não há muito material fóssil conhecido dela, e muito de sua reconstrução depende de comparações com outras aves de porte semelhante. O crânio, porém, foi muito bem preservado.